# Eurytoma apiculae
Eurytoma apiculae är en stekelart som beskrevs av Bugbee 1966. Eurytoma apiculae ingår i släktet Eurytoma och familjen kragglanssteklar. Inga underarter finns listade i Catalogue of Life.